# Héctor López Colín
Héctor López Colín (Ciudad de México, 1 de febrero de 1967 – 24 de octubre de 2011) fue un boxeador porfesional mexicano. Luchó por el título de pesos ligeros de la WBC en 1993 y el de peso welther de la WBO entre 1995 y 1999. A nivel regional, consiguió el título de la WBC-NABF en dos ocasiones (1992 y 1993), y el del peso welter de la WBO-NABO entre 1996 y 1997. 
Como amateur, representó a México en los Juegos Olímpicos de 1984, consiguiendo la plata en la categoría de peso gallo. Con 17 años, fue el boxeador más joven de todos los Juegos. Sus resultados fueron :
- Ronda de 32: Derrota a Johny Asadoma (Indonesia) KO 3
- Ronda de 16: Derrota a Joe Orewa (Nigeria) on points
- Cuartos de final: Derrota a Ndaba Dube (Zimbabue) a los puntos
- Semifinal: Derrota a Dale Walters (Canadá) a los puntos
- Final: Pierde ante Maurizio Stecca (Italia) a los puntos

## Pro carrera
Héctor comenzó su carrera profesional en 1985 en la categoría de peso gallo pero se movió a la de ligeros y derrotó al campeón Juan LaPorte. Esa pelea establecería una pelea con el invicto mexicano Miguel Ángel González para el título de pesos ligeros de la WBC Lightweight en 1993. López perdió a los doce asaltos por decisión unánime y decidió pasar al peso welter ligero, perdiendo ante un joven Kostya Tszyu en 1994. Más tarde desafió a Sammy Fuentes y Randall Bailey al título welther  por la WBO World pero perdió ambos combates. López se retiró tras vencer al veterano Jerry Rosenberg por K.O. técnico en la tercera ronda.
Una vez retirado fue entrenador del medallista estadounidense de ascendencia mexicana Paul Gonzales.